# Kasteel van Steinbach

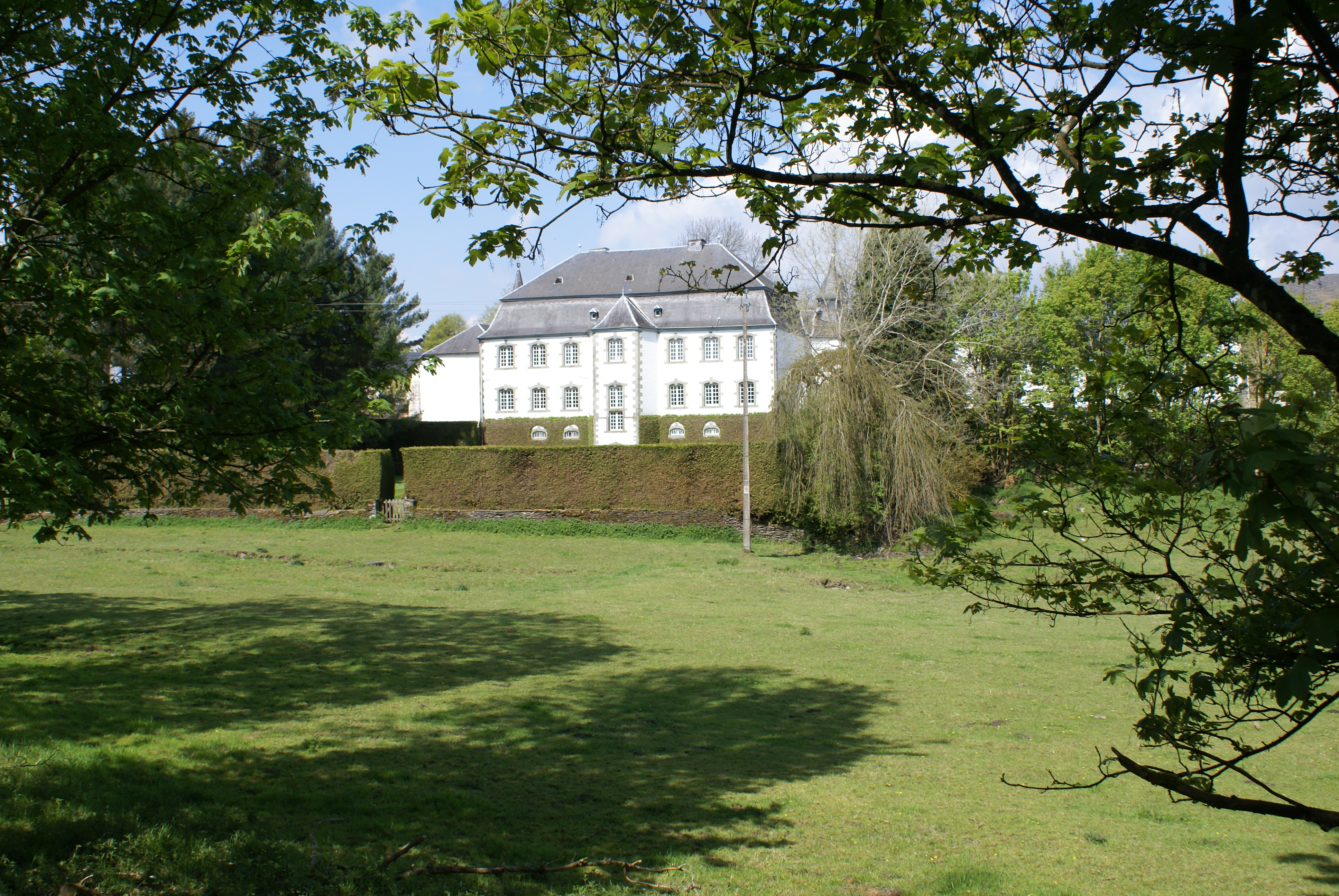
Tuin en achtergevel van château de Steinbach

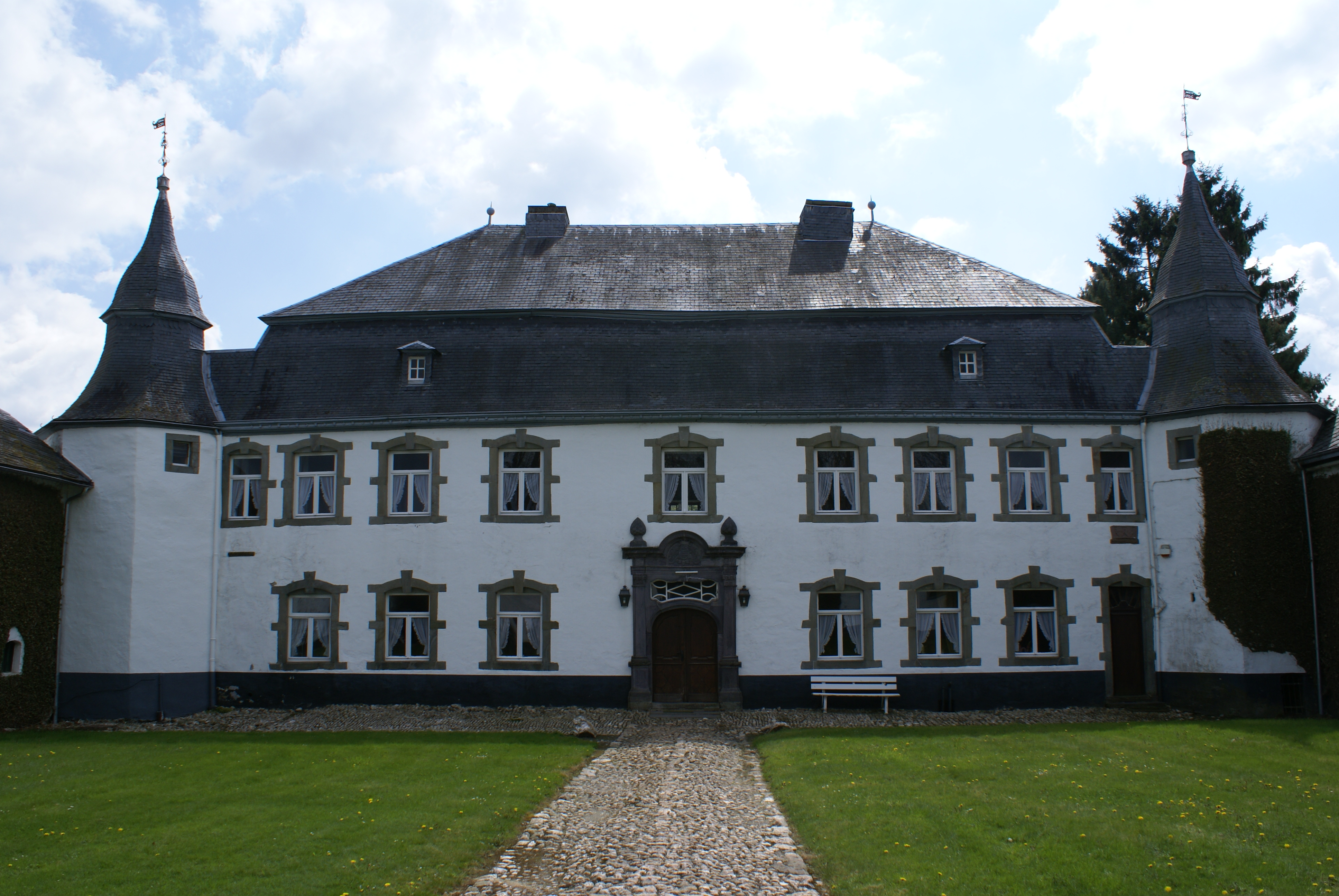
Binnenhof van château de Steinbach

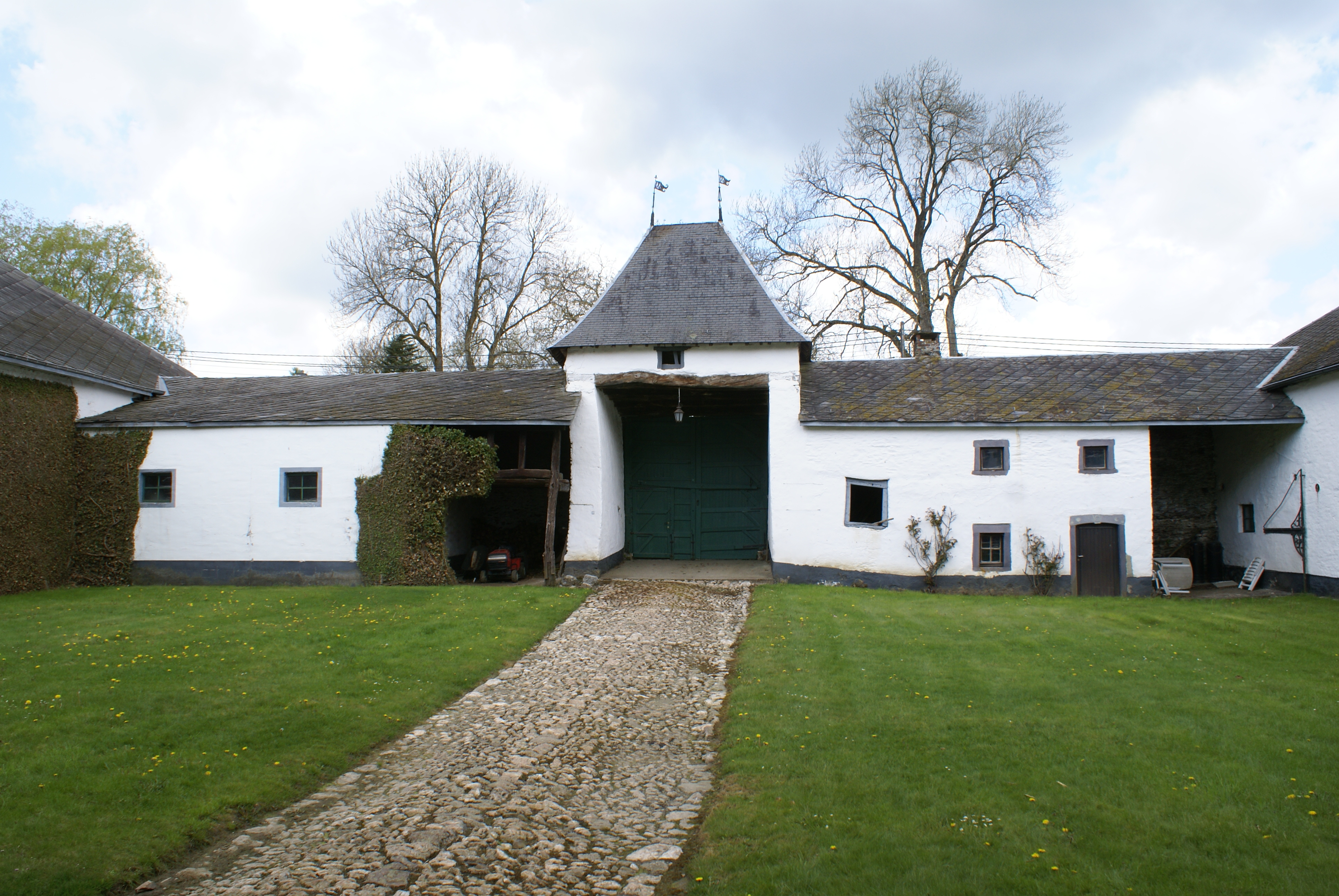
Binnenhof van château de Steinbach zuid

Het Kasteel van Steinbach of het Kasteel Beurthé is een monumentaal pand in het dorpje Steinbach (gemeente Gouvy) in de Belgische provincie Luxemburg.

## Geschiedenis
Het kasteel is gelegen in het centrum van het dorp, op een lichte verhoging boven het riviertje de Steinbach dat door het domein stroomt. Hoewel het Kasteel “de Steinbach” in meerdere documenten als Kasteel “de Beurthé” vernoemd wordt, is dit foutief. In de koninklijke besluiten van 28 juni 1976 en 3 juli 1986 waarbij de site en de gebouwen in de lijst van beschermde monumenten worden opgenomen staat Kasteel “de Steinbach” vermeld. De enige merite van de heer de Beurthé was dat hij getrouwd was met Cathérine de Steinbach en dat onder zijn bewind het kasteel zijn huidige architecturale vorm kreeg.

### De familie ‘de Steinbach’
De oudste teksten die naar het bestaan van een kasteel in Steinbach verwijzen dateren van 814 en gaan over het toekennen van rechten door de kasteel eigenaren aan het klooster van Stavelot en Malmedy. In 1276 schrijft men Steinbach als Steinbac, in 1363 als Stambaz, in 1372 als Stembasche en Stembaix, in de periode 1395-1580 Stembay en later in de periode 1611-1716 Stembaye.  De familie De Steinbach was in 1451 reeds sire van Rouvroy en Limerlé zal tot op het einde van de 18de eeuw haar heerschappij over de regio behouden. Via huwelijken en andere allianties zal deze familie de titel van heren van Steinbach, Limerle, Grumelscheid, Aspelt, Bourcy en Longvilly dragen. Enkele geschiedkundige documenten van de familie de Steinbach verwijzen naar een huwelijk en alliantie tussen Georges Ramel de Steinbach en Margueritte de Grumelscheid in 1578. De wapenschilden die in de gevel ingebouwd werden drie sint-jacobsschelpen verwijzen naar Steinbach en Bourcy. Er zijn documenten die verwijzen naar bedevaarttochten door de familie de Steinbach. De drie sikkels verwijzen naar de heerlijkheid van Grumelscheid. Tijdens de Spaanse overheersing werd de heerlijkheid van Steinbach op 4 augustus 1626 teruggekocht door Martin I van Steinbach (ook Stembay of Stimbai). Hij verwierf het met de daarbij behorende bevoegdheid tot hoge, middel en lagere rechtspraak van koning Filips IV van Spanje (1621-1675). Er bleef echter een sterke band met het Spaanse koningshuis. Zo waren de opbrengsten van enkele bosgronden voor eeuwig ten gunste van Isabella van Spanje. Het wapenschild van Catherine van Heyden waren een afbeelding van drie leeuwen en bij de Steinbachs de drie Sint-Jacobsschelpen. Kort nadat Martin I "de Steinbach" de heerlijkheid Steinbach-Limerlé had gekocht werd een galg opgericht. Deze stond op 2 km ten zuiden van Steinbach aan de Route de Rouvroy, vlak bij een beuk op een hoge heuvel met de naam Béolette. Deze galg kan men terugvinden op de Ferrariskaarten uit 1777. Een akte uit 1729 leert ons dat de galg, inmiddels vervallen, onderwerp was van een twist tussen de heer en de inwoners. De twist ging over de onderhoudsplicht van de galg evenals over het ambt van beul. De bevoegdheid tot rechtspraak blijft behouden tot aan de Franse Revolutie. Henri de Steinbach, een van de nazaten van deze roemrijke familie zal in 1802 de Papierfabrieken de Steinbach overkopen van de kloostergemeenschap die deze papierfabriek in 1750 hadden opgericht. Hier werd het beste fotopapier ter wereld ontwikkeld en tot vandaag geniet het merk Steinbachpapier wereldfaam. Op deze manier kon de familie ook na de Franse revolutie verder in rijkdom blijven leven en het kasteel onderhouden. Als teken van de welvaart van de papierfabriek kan men in Malmedy de Steinbachwijk terugvinden. We verwijzen hier onder andere naar de Villa Lang en de Villa des Lillas of Villa Steisel. In het begin van de 20e eeuw had deze familie het Kasteel van Liherin (Laide Fagne) en Kasteel 'Le Mesnil' en 4.000 hectaren bos en landbouwgrond om en rond Steinbach in haar bezit.

### Architectuur
In 1723 trouwde Jean-François Beurthé met Catherine de Steinbach, weduwe van Jean Charles de Steinbach. Het kasteel werd tussen 1750 en 1766 na een brand in zijn huidige Louis XV-stijl door Michel Joseph de Beurthé heropgebouwd. De huidige leistenen fundamenten van het kasteel overleefden de brand en gaan terug tot de 11e eeuw. De bouwstijl doet erg Oostenrijks aan want in deze periode van Oostenrijkse overheersing waren er erg veel Oostenrijkse bouwmeesters en architecten actief in deze regio. Het ontwerp is van de hand van Architect Albert Starck. Deze bouwmeester had als basis de steengroeven van recht en heeft in deze regio meerdere gebouwen op zijn naam. De windvanen die op de twee torentjes prijken geven naast het bouwjaar ook de wapenschilden van de families "de Steinbach" en "de Beurthé" weer. Deze windvanen hebben de vorm van een olifantenkop met daarin de initialen van de bouwers. In de gevel zijn stenen ingewerkt met de wapenschilden van de familie "de Steinbach" bestaande uit drie sikkels en drie venusschelpen. Deze wapenschilden zijn in rode steen, net zoals de omkadering van de inkompoort en raamomkaderingen van de torens. De rode steen is afkomstig van het afgebrande kasteel wat doet vermoeden dat de torens onderdeel zijn van het oude ontwerp. Het kasteel is opgetrokken in leisteen met muren van 1,5 meter dikte. In de 19e eeuw werden de vleugels die als boerderij dienden bijgebouwd. Deze schuren zijn enkel van de buitenzijde toegankelijk waardoor de binnenkoer (50m X 50 m) van het kasteel zijn privacy kon behouden. Het interieur bevat een ruime hal met leien vloer en salons van harmonieuze afmetingen. De fraaie voordeur in de stijlen Louis XIV en Louis XV staat in een monumentaal kader van recht-zandsteen met daarin de gebeeldhouwde wapens van de Beurthé. Het kasteel en al de bijhorende gebouwen zijn sinds 1976 als monument beschermd. De 16e-eeuwse houtgestookte dorpsbroodoven naast de grote ingangspoort van de binnenkoer is nog steeds in gebruik. In het gebouw van deze oven vinden we ook een 16de-eeuwse waterput in leisteen en een groot pekelvat uit rode steen gehouwen. Na het kinderloos overlijden van Michel Joseph de Beurthé kwam het kasteel terug in handen van de familie de Steinbach. Via een huwelijk tussen Anne Marie Close de Steinbach en de familie Schmitz kwam het kasteel in handen van de Familie Schmitz die het weerom via de vrouwelijke lijn (Boels Isbecque) doorerfde. Sinds 2014 is het kasteel eigendom van nieuwe eigenaars en heeft het de functie van woning.
Het kasteel is in het algemeen voor het publiek toegankelijk gedurende de erfgoeddagen; deze zijn elk jaar gedurende een weekend in september.